# Carnival Sensation
Carnival Sensation è stata una nave da crociera, classe Fantasy, della Carnival Cruise Lines.
Insieme alla nave gemella Carnival Ecstasy, dopo l'uragano Katrina è stata utilizzata per sei mesi come sistemazione temporanea per i senzatetto.
Nel febbraio 2022 è stato annunciato che Carnival l'avrebbe ritirata dalla flotta.

## Porto di armamento
- Port Canaveral, Florida

## Navi gemelle
- Carnival Fantasy
- Carnival Ecstasy
- Carnival Fascination
- Carnival Imagination
- Carnival Inspiration
- Carnival Elation
- Carnival Paradise

## Ponti
Di seguito i ponti della Carnival Sensation:
- Ponte 1 - Riviera
- Ponte 2 - Main
- Ponte 3 - Upper
- Ponte 4 - Empress
- Ponte 5 - Atlantic
- Ponte 6 - Promenade
- Ponte 7 - Lido
- Ponte 8 - Veranda
- Ponte 9 - Sport
- Ponte 10 - Sun

Il ponte più grande è il primo, il Riviera, costituito principalmente di cabine adibite all'uso dei passeggeri.
Di seguito un'immagine del Ponte Riviera:

## Galleria d'immagini

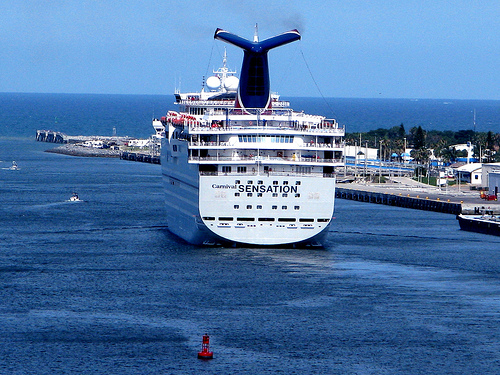
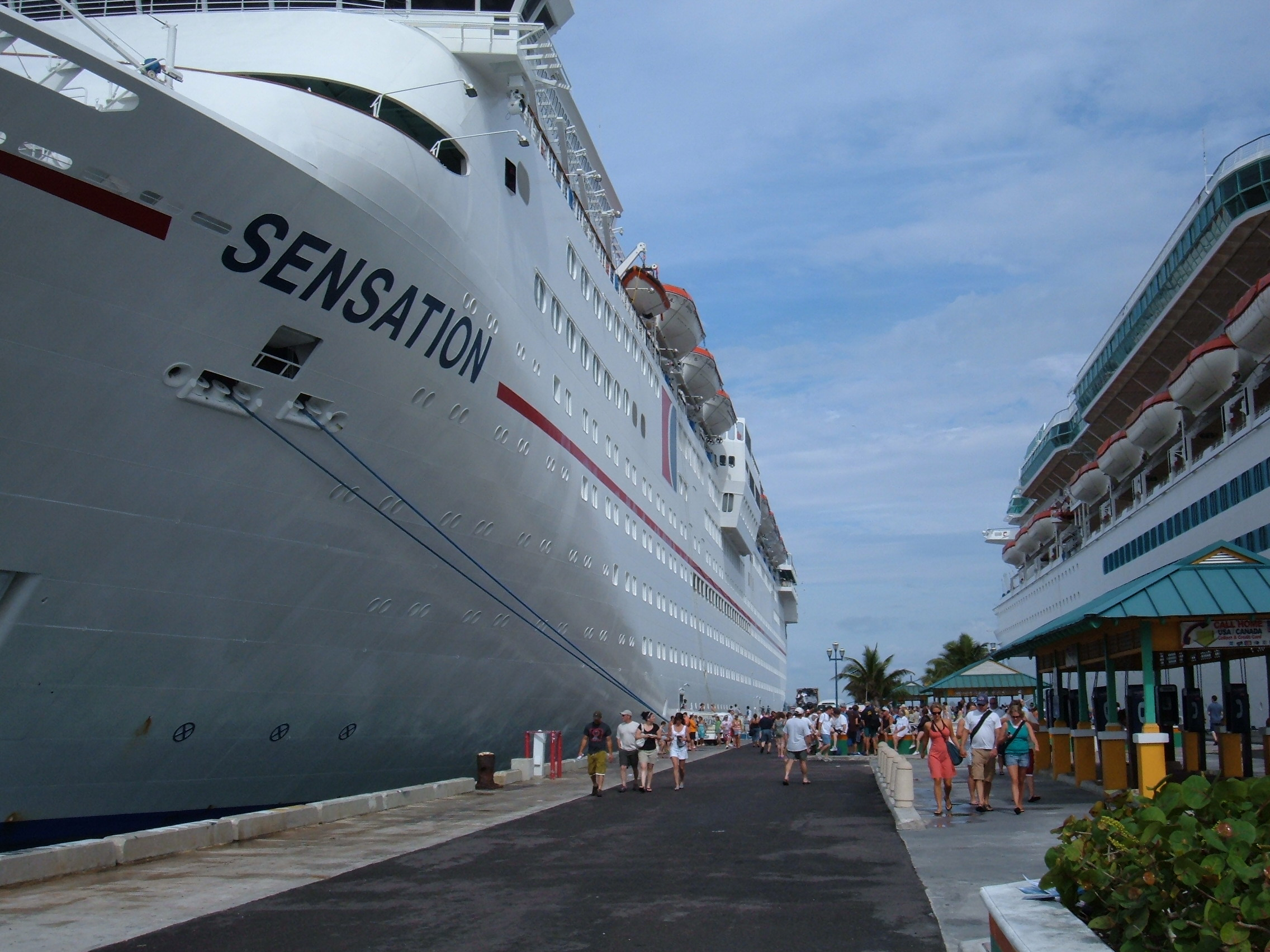
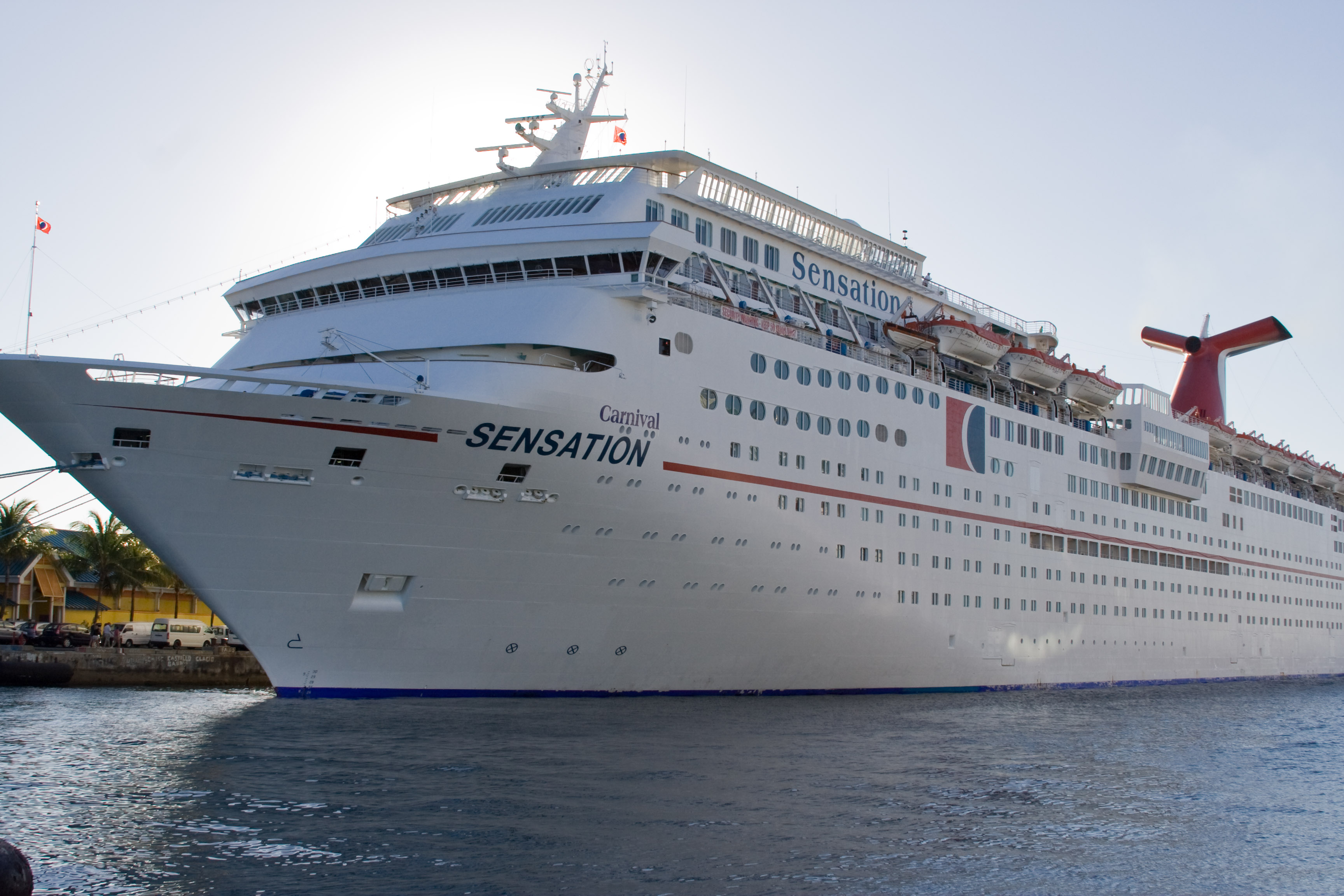
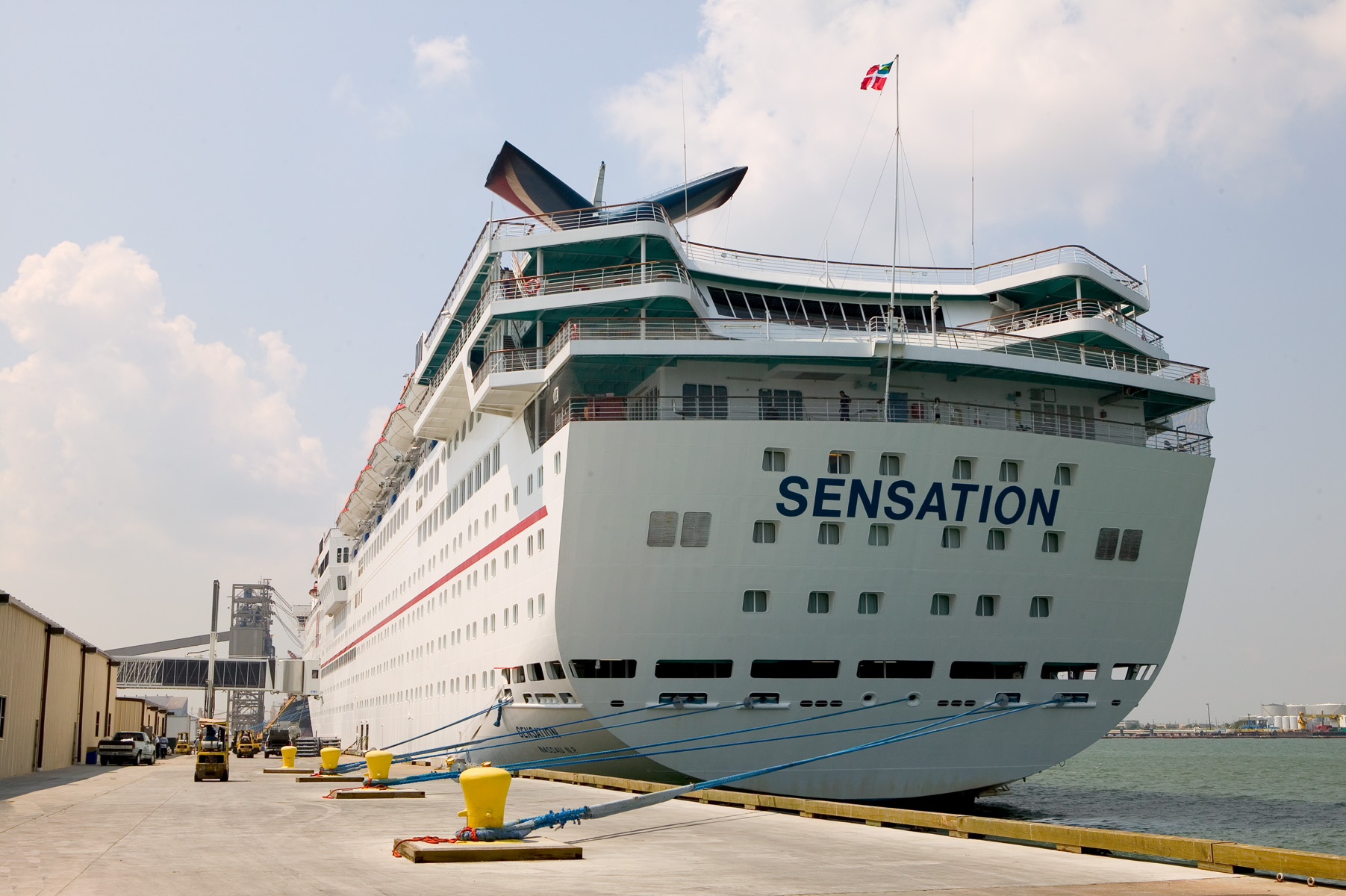